# Janusz Rębielak
Janusz Rębielak (ur. 10 października 1955 w Bierutowie) – polski architekt i konstruktor, profesor nauk technicznych. Od 2008 roku do przejścia na emeryturę w 2020 roku pracownik Politechniki Krakowskiej.

## Życiorys
W 1974 ukończył Liceum Ogólnokształcące im. Juliusza Słowackiego w Oleśnicy. W marcu 1979 roku ukończył studia na Wydziale Architektury Politechniki Wrocławskiej. Pracując następnie na uczelni, zajmował się metodami numerycznymi kształtowania i projektowania struktur przestrzennych oraz propozycjami ich zastosowań jako systemów konstrukcyjnych przekryć dachowych dużych rozpiętości, budynków wysokich wraz z nowatorskimi metodami ich bezpiecznego posadowienia na gruntach o słabej nośności, a szczególnie na terenach szkód górniczych lub na obszarach aktywnych sejsmicznie; autorski system fundamentu zespolonego jest przełomowym w skali światowej rozwiązaniem technicznym w tym obszarze działań inżynierskich; jest również autorem nowatorskich rozwiązań z zakresu techniki lotniczej i kosmicznej; do najważniejszych jego osiągnięć należy także dwuetapowa metoda rozwiązywania kratownic statycznie niewyznaczalnych oraz metoda deformacji siatki wtórnej, ta ostatnia została opracowana dla potrzeb projektowania kopuł geodezyjnych. Opublikował ponad 240 prac naukowych.
W maju 1982 roku otrzymał stopień naukowy doktora (w Instytucie Architektury i Urbanistyki Politechniki Wrocławskiej), w lutym 1993 roku – doktora habilitowanego (na Wydziale Architektury Politechniki Wrocławskiej), zaś 8 czerwca 2006 roku Prezydent RP nadał mu tytuł profesora.
Od 1998 roku do 2013 roku prowadził własną pracownię projektową, wykonując dokumentacje budowlane różnorodnych rodzajów obiektów architektonicznych.
W latach 1994–2001 kierownik Zakładu Konstrukcji Budowlanych, a w latach 2001–2007 kierownik Zakładu Konstrukcji i Budownictwa Ogólnego na Wydziale Architektury Politechniki Wrocławskiej; od 2008 roku profesor Wydziału Architektury Politechniki Krakowskiej im. Tadeusza Kościuszki w Krakowie; w latach 2016–2017 kierownik Pracowni Konstrukcji Budowlanych (A-44); od 1 września 2017 r. kierownik Katedry Konstrukcji i Technik Budowlanych (A-42); od listopada 2015 r. do października 2019 r. kierownik Studiów Podyplomowych „Building Information Modeling – technologie cyfrowe w architekturze i budownictwie”.
Przewodniczący Komisji Architektury i Urbanistyki Oddziału Polskiej Akademii Nauk we Wrocławiu w okresie 2006–2010; został ponownie wybrany do pełnienia tej funkcji kolejno w kadencjach 2011–2014, kadencji 2015–2018, kadencji 2019–2022 oraz w kadencji 2023-2026. Członkostwo Komitetu Architektury i Urbanistyki Polskiej Akademii Nauk (PAN) w kadencjach 2016–2019, 2020–2023 oraz w kadencji 2003–2006.
Uzyskał stypendia naukowe na Uniwersytecie Technicznym w Delft w Holandii (1984/1985) oraz na Uniwersytecie Tokijskim w Japonii (2001/2002).

## Wybrane projekty
- 2003: Kopuła dla Zespołu Centralnego Expo 2010 we Wrocławiu
- 2005: Centrum Królowej Jadwigi w Bydgoszczy
- 2005/2006: Centrum Geo Politechniki Wrocławskiej
- 2006: Zespół basenów w Białogardzie
- 2007: Przekrycie trybun Stadionu Ludowego w Sosnowcu
- 2012: GeoDome Sky Tower we Wrocławiu
- 2015: Ocean Agave – projekt konkursowy
- 2015: Floating Bay Tower – projekt konkursowy

## Patenty
W latach 1982–1992 uzyskał trzy patenty pracownicze na Politechnice Wrocławskiej.
Autorskie rozwiązanie patentowe:
- „Systemowy fundament zespolony”, Patent Nr 221971, Urząd Patentowy Rzeczypospolitej Polskiej, patent uzyskany dnia 11 kwietnia 2016 r., zgłoszenie patentowe, Urząd Patentowy Rzeczypospolitej Polskiej, nr P.394745, dnia 2 maja 2011 r.
- „Samolot	pionowego startu i lądowania”, Patent Nr 243775, Urząd Patentowy	Rzeczypospolitej Polskiej, patent	uzyskany dnia 10 czerwca 2023 roku,	zgłoszenie patentowe,  Urząd	Patentowy Rzeczypospolitej Polskiej, nr P.438888,	dnia 06 września 2021 roku.

## Publikacje
Opublikował łącznie ponad 240 prac, w tej liczbie mieszczą się trzy monografie.
Spis wybranych publikacji:
- Floating	Platforms For Generating Emission-Free Electric Energy,	Journal of Civil Engineering Research & Technology (2024),	Volume 6(11): 1-14, DOI: doi.org/10.47363/JCERT/2024(6)171.

- Two-stage method applied for approximate calculations of selected types of statically indeterminate trusses, International Journal of Computational Methods, 06 February 2020, DOI: 10.1142/S0219876220410042.
- Examples of applications of two-stage method in calculations of statically indeterminate trusses, International Journal of Computational Methods Vol. 15, No. 5, 2018, DOI: 10.1142/S0219876218440097.
- Simple method of approximate calculation of statically indeterminate trusses, International Journal of Computational Methods, Vol. 15, Issue 1, 2018, DOI: 10.1142/S0219876218400261.
- Modele numeryczne w projektowaniu struktur nośnych budynków wysokich, Kwartalnik Architektury i Urbanistyki, Komitet Architektury i Urbanistyki Polskiej Akademii Nauk, tom LXII, nr 3, 2017.
- Proposals for the application of space structures in the design of the main support structures of tall buildings, Czasopismo Techniczne, 2-A (8)/2016.
- Examples of application of principle of superposition in the design of structural systems and in static analyses, Journal of Mathematics and System Science, Vol. 5, No 4, 2015.
- Structural systems composed of concentric hoops and designed for lightweight domes of large spans, Journal of Civil Engineering and Architecture, Volume 8, No. 9, 2014.
- Metody numeryczne w modelowaniu struktur przestrzennych. Kształtowanie systemów konstrukcyjnych budynków wysokich, Archivolta, nr 1, 2013.
- System of combined foundation for tall buildings, Journal of Civil Engineering and Architecture, Vol. 6, No 12, 2012.
- Metody numeryczne w modelowaniu struktur przestrzennych. Formy przekryć dachowych, Archivolta, nr 4, 2012.
- Koncepcja systemu konstrukcyjnego budynku wysokiego, Inżynieria i Budownictwo, nr 1, 2012.
- Combined form of structural system proposed for tall buildings, Taller, Longer, Lighter – Proceedings of IABSE-IASS Symposium, London, 2011.
- Shaping of space structures. Examples of applications of Formian in design of tension-strut systems, Oficyna Wydawnicza Politechniki Wrocławskiej, ISBN 83-7085-865-1, Wrocław, 2005.
- Some proposals of structural systems for long span roofs and high-rise buildings, Journal of the International Association for Shell and Spatial Structures, Vol. 40, No 1, 1999.
- Some proposals of space structures shaping, Proceedings of the International Colloquium: Structural Morphology – Towards the New Millennium, University of Nottingham, August 15-17, 1997.
- The method of secondary grid deformation, International Journal of Space Structures, Special issue on geodesic forms, Guest editor: T. Tarnai, 1990, Vol. 5, Nos. 3&4, s. 197-212.

## Odznaczenia
- 1998: Srebrny Krzyż Zasługi
- 2004: Złoty Krzyż Zasługi
- 2014: Krzyż Kawalerski Orderu Odrodzenia Polski[3]